# 福岡県道23号久留米柳川線
福岡県道23号久留米柳川線（ふくおかけんどう23ごう くるめやながわせん）は、福岡県久留米市から柳川市に至る県道（主要地方道）である。

## 概要
久留米市本町から柳川市辻町に至る。
久留米市中心部の本町交差点を起点に、西鉄天神大牟田線と並行して南西に下り、久留米市内の旧安武村・旧大善寺町・旧三潴町域、三潴郡大木町を通って柳川市に至る県道である。久留米市中心部の本町交差点から平島交差点までは4車線、他は2車線の道路だが、久留米市と柳川市を直線的に縦断する県道であるため、交通量は多い。起点から本町四丁目交差点までは国道264号バイパスと重複している。終点も柳川市の中心部にある。
別名田中街道、久留米柳河往還。柳川県道という愛称があり、一部の案内標識において柳川県道と案内している箇所が存在する。
ほぼ全線で西鉄天神大牟田線（津福駅 - 蒲池駅間）と併走する。
久留米市本町交差点より南西に下り、久留米市津福本町の平島交差点で右折し、九州新幹線の高架橋と鹿児島本線の橋桁の下を通る。この橋桁は少し低くなっており、大雨時などに冠水する恐れがある。そのため、桁下を通る前に冠水情報の標識がある。また、高さ制限があり3.8 m以上の高さの車は通行できない。橋桁を通り抜けた先で左カーブして再び南西に進み、津福駅口交差点より西鉄天神大牟田線の西側を同線に並行して通る。旧三潴町および大木町の中心部を通り、柳川市三橋町柳河で西鉄天神大牟田線と離れて南側に向きを変え、柳川市中心部の辻町交差点で終点となる。

### 路線データ
- 起点：福岡県久留米市本町（本町交差点、国道264号上、福岡県道753号一丁田久留米停車場線交点）
- 終点：福岡県柳川市辻町（辻町交差点、福岡県道702号柳川城島線起点、福岡県道770号枝光今古賀線旧道交点）
- 総延長：19.387 km

## 歴史
- 1993年（平成5年）5月11日 - 建設省から、県道久留米柳川線が久留米柳川線として主要地方道に指定される[1]。

## 路線状況

### 重複区間
- 国道264号（久留米市本町・本町交差点（起点） - 久留米市本町・本町4丁目交差点）
- 福岡県道706号筑後城島線（久留米市三潴町福光・福光交差点 - 三潴郡大木町大字福土）

### 道路施設

#### 橋梁
- 津福上橋（金丸川、久留米市）
- 津福下橋（湯ノ尻川、久留米市）
- からかさばし（広川 、久留米市）
- 甲免橋（久留米市）
- 前田橋（久留米市）
- 十間橋（山ノ井川、久留米市 - 三潴郡大木町）
- 猫橋（三潴郡大木町）
- 北口橋（三潴郡大木町）
- 関橋（三潴郡大木町）
- 平田橋（三潴郡大木町）
- 上金屋橋（三潴郡大木町）
- 下金屋橋（三潴郡大木町）
- 下田橋（花宗川、三潴郡大木町 - 柳川市）
- 寺分橋（柳川市）
- 金納橋（柳川市）
- 外町橋（柳川市）
- 出の橋（沖端川、柳川市）

## 地理

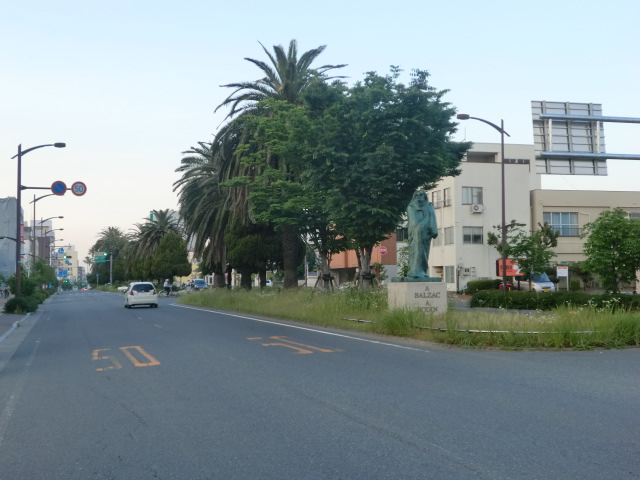
久留米市本町。写真奥が起点側、手前が柳川側。

### 通過する自治体
- 久留米市
- 三潴郡大木町
- 柳川市

### 交差する道路
| 交差する道路                                             | 市町村名 | 市町村名 | 交差する場所 | 交差する場所            |
| -------------------------------------------------------- | -------- | -------- | ------------ | ----------------------- |
| 国道264号 重複区間起点 福岡県道753号一丁田久留米停車場線 | 久留米市 | 久留米市 | 本町         | 本町交差点 / 起点       |
| 国道264号 重複区間終点                                   | 久留米市 | 久留米市 | 本町         | 本町4丁目交差点         |
| 福岡県道754号武島白口線                                  | 久留米市 | 久留米市 | 安武町安武本 | 安武交差点              |
| 佐賀県道・福岡県道138号西島筑邦線                        | 久留米市 | 久留米市 | 大善寺町宮本 |                         |
| 福岡県道710号宮本大川線 福岡県道756号中津白口線          | 久留米市 | 久留米市 | 大善寺町宮本 | 傘橋交差点              |
| 福岡県道763号宮本荒木線                                  | 久留米市 | 久留米市 | 大善寺町宮本 |                         |
| 福岡県道701号城島三潴線                                  | 久留米市 | 久留米市 | 三潴町早津崎 |                         |
| 福岡県道761号本村田川線                                  | 久留米市 | 久留米市 | 三潴町田川   |                         |
| 福岡県道84号三潴上陽線                                   | 久留米市 | 久留米市 | 三潴町玉満   | 新茶屋交差点            |
| 佐賀県道・福岡県道15号佐賀八女線                         | 久留米市 | 久留米市 | 三潴町玉満   | 玉満交差点              |
| 福岡県道706号筑後城島線 重複区間起点                     | 久留米市 | 久留米市 | 三潴町福光   | 福光交差点              |
| 福岡県道706号筑後城島線 重複区間終点                     | 三潴郡   | 大木町   | 大字福土     |                         |
| 福岡県道711号江島筑後線                                  | 三潴郡   | 大木町   | 大字大角     | 石丸山公園入口交差点    |
| 福岡県道83号大和城島線                                   | 三潴郡   | 大木町   | 大字大角     | 大角交差点              |
| 国道442号 / 大木大川バイパス                             | 三潴郡   | 大木町   | 大字上八院   | [ 注釈 2 ]              |
| 福岡県道716号水田大川線                                  | 柳川市   | 柳川市   | 金納         | 金納交差点              |
| 有明海沿岸道路 福岡県道703号柳川筑後線                   | 柳川市   | 柳川市   | 矢加部       | 町矢加部交差点 柳川東IC |
| 国道208号 国道443号 重複                                 | 柳川市   | 柳川市   | 三橋町柳河   | 矢加部交差点            |
| 福岡県道770号枝光今古賀線                                | 柳川市   | 柳川市   | 三橋町柳河   |                         |
| 福岡県道702号柳川城島線 福岡県道770号枝光今古賀線        | 柳川市   | 柳川市   | 辻町         | 辻町交差点 / 終点       |

### 交差する鉄道
- 九州新幹線
- 鹿児島本線

### 沿線
- 聖ルチア病院
- 西鉄天神大牟田線沿線の各駅（市道やほかの県道経由）
  - 津福駅
  - 安武駅
  - 大善寺駅
  - 八丁牟田駅
  - 蒲池駅
- 福岡県計量検定所久留米支所
- サザンモール
- 御塚・権現塚古墳
- 玉垂宮
- 久留米絣会館